# Dr. Seuss
Dr. Seuss (pseudoniem van Theodor Seuss Geisel; Springfield, 2 maart 1904 – San Diego, 24 september 1991) was een Amerikaans kinderboekenschrijver, dichter, en tekenaar. Hij publiceerde in zijn leven in totaal meer dan zestig boeken. Tot zijn bekendste werken behoren The Cat in the Hat (De Kat met de Hoed), Horton Hears a Who! (Horton hoort een Hun!) en How the Grinch Stole Christmas (Hoe de Gniep Kerst stal). Behalve onder de naam Dr. Seuss schreef hij ook onder de pseudoniemen Theo LeSieg en één boek onder de naam Rosetta Stone. Seuss werkte tevens als tekenaar voor reclamecampagnes van onder andere Flit en Standard Oil.
Zijn kinderboeken zijn tot op de dag van vandaag populair in de Verenigde Staten en andere landen en zijn meermaals bewerkt voor film en televisie. Zijn verjaardag 2 maart is inmiddels de dag voor het jaarlijkse Read Across America-evenement.

## Biografie

### Jonge jaren
Theodor Seuss Geisel werd geboren in Springfield, Massachusetts, als zoon van Theodor Robert en Henrietta (Seuss) Geisel. Zijn vader was een zoon van Duitse immigranten en runde een brouwerij.
Geisel studeerde aan de Classical High School in Springfield. In het voorjaar van 1921 ging hij naar het Dartmouth College, alwaar hij zich bij de studentenvereniging Sigma Phi Epsilon aansloot. Hij werd tevens redacteur van het collegetijdschrift Dartmouth Jack-O-Lantern. Toen hij op een dag met negen vrienden werd betrapt op het drinken van gin in zijn kamer, verbood de decaan, Craven Laycock, hem om nog verder deel te nemen aan extra activiteiten, waaronder het tijdschrift. Om toch te kunnen blijven schrijven voor Jack-O-Lantern nam Geisel zijn pseudoniem "Seuss" aan.
Na te zijn afgestudeerd aan Dartmouth schreef Geisel zich in bij het Lincoln College in Oxford in de hoop een Doctor of Philosophy in Engelse literatuur te halen. Hier leerde hij zijn toekomstige vrouw, Helen Palmer Geisel, kennen. De twee trouwden in 1927, waarna Geisel zonder zijn doctoraat terugkeerde naar de Verenigde Staten.

### Eerste publicaties
Geisel werd onder andere door W. Benfield Pressey, professor retorica aan Dartmouth, aangespoord om te gaan schrijven. Geisel noemde hem dan ook vaak zijn grote inspiratie. Na zijn afstuderen aan Darthmouth begon hij humoristische artikelen en illustraties in te sturen naar tijdschriften als Judge, Life, Vanity Fair, en Liberty. Bij Judge kreeg hij zelfs een eigen rubriek, Birdsies and Beasties. In deze rubriek gebruikte Geisel voor het eerst zijn bekende pseudoniem "Dr. Seuss".
Tijdens de Grote Depressie onderhield Geisel zichzelf en zijn vrouw door advertenties te maken voor General Electric, NBC, Standard Oil, en vele andere bedrijven. In 1935 bedacht hij de stripreeks Hejji, die echter geen lang leven beschoren was.
In 1937, toen Geisel per boot terugkeerde van Europa naar Amerika, inspireerde het ritme van de scheepsmotoren hem tot een gedicht, dat uiteindelijk uitgroeide tot zijn eerste boek, And to Think That I Saw It on Mulberry Street!. Het boek werd door meerdere uitgeverijen geweigerd. Voor de Tweede Wereldoorlog schreef Geisel nog drie kinderboeken, waarvan twee in prozavorm (wat voor zijn doen ongebruikelijk was).

### Tweede Wereldoorlog
In de begindagen van de Tweede Wereldoorlog legde Geisel zich toe op de productie van politieke spotprenten. Hij tekende in twee jaar tijd meer dan 400 van deze spotprenten voor de New Yorkse krant PM. De spotprenten werden later gebundeld in Dr. Seuss Goes to War. In zijn spotprenten was Geisel onder andere kritisch over Charles Lindbergh, die tegen de Amerikaanse deelname aan de oorlog was. Tevens was hij groot voorstander van President Roosevelt. Een controversiële spotprent van zijn hand beeldde alle Japanse Amerikanen af als verraders en communisten.
In 1942 tekende Geisel posters voor de Treasury Department en de War Production Board. In 1943 nam hij zelf dienst in het leger, waar hij werd ingezet op de animatieafdeling van de First Motion Picture Unit van de United States Army Air Forces. Hier werkte hij mee aan propagandafilms als Your Job in Germany, Our Job in Japan, en de reeks Private Snafu. Geisel werd voor zijn werk onderscheiden met het Legioen van Verdienste. Our Job in Japan vormde de basis voor de commercieel uitgebrachte film Design for Death (1947), welke de Academy Award won voor beste documentaire.

### Carrière als schrijver
Na de oorlog vestigden Geisel en zijn vrouw zich in La Jolla. In mei 1954 publiceerde het tijdschrift Life een rapport over de alfabetiseringsgraad onder scholieren. In dit rapport werd geconcludeerd dat kinderen vaak niet goed leerden lezen omdat ze hun boeken saai vonden. Als reactie hierop stelde William Ellsworth Spaulding, de directeur van de onderwijsraad in Houghton Mifflin, een lijst samen van 348 woorden waarvan hij vond dat deze belangrijk waren voor jonge kinderen om te leren. Hij vroeg Geisel om de lijst tot 250 woorden in te korten, en een verhaal te schrijven met alleen die woorden erin. Dit verhaal moest tevens zodanig geschreven zijn dat een schoolkind het onmogelijk links kon laten liggen en het doel is niet alleen leren lezen, maar ook het ontdekken van de wereld of het oplossen van problemen. Stimuleren dus. Geisel nam de uitdaging aan en publiceerde negen maanden later The Cat in the Hat. Dit boek bevatte 236 van de woorden die Spaulding had uitgekozen en was geschreven in een relatief simpele vocabulaire, en op rijm,  om zo aantrekkelijker te zijn voor jonge lezers. De kenmerkende vrolijke illustraties maakten het nog aantrekkelijker. Het boek werd een groot succes en is dat tot op de dag van vandaag gebleven. In 2009 bijvoorbeeld werden er 452.258 exemplaren van verkocht.
Vanaf dit moment ging Geisel zich geheel toeleggen op het schrijven van kinderboeken. De boeken volgden elkaar in snel tempo op. Noemenswaardige titels zijn If I Ran the Zoo, (1950), Horton Hears a Who! (1954), Horton Hatches the Egg (1954), If I Ran the Circus (1956), How the Grinch Stole Christmas (1957) en Green Eggs and Ham (1960). Geisel kreeg voor zijn werken meerdere prijzen, maar nooit de Caldecott Medal of de Newbery Medal, de twee meest prestigieuze Amerikaanse prijzen voor kinderboeken.
Als Dr. Seuss schreef Geisel het script voor de muziekfilm The 5,000 Fingers of Dr. T., die echter geen succes was. Tijdens de jaren 50 publiceerde hij tevens een reeks geïllustreerde korte verhalen, welke voornamelijk verschenen in tijdschriften als RedBook Magazine.
Op 23 oktober 1967 pleegde Geisels vrouw Helen zelfmoord omdat ze al lange tijd kampte met ziektes als kanker, en ontdekt had dat Geisel er een affaire op nahield met Audrey Stone Dimond. Geisel trouwde op 21 juni 1968 met Dimond. Audrey Geisel overleed op 97-jarige leeftijd eind december 2018.
Hoewel hij het grootste deel van zijn leven wijdde aan kinderboeken, had Geisel zelf geen kinderen. Indien men hem hierover vroeg was zijn antwoord vaak "jullie hebben ze, ik vermaak ze".
Gedurende zijn leven was Geisel geen groot voorstander van film- en televisiebewerkingen van zijn boeken, maar desondanks stemde hij wel toe in enkele animatieseries daar hij hier zelf ervaring mee had.

### Dood
Geisel kampte de laatste jaren van zijn leven met een snel aftakelende gezondheid. Hij stierf op 87-jarige leeftijd aan de gevolgen van keelkanker. Hij werd gecremeerd en zijn as werd uitgestrooid.

## Postuum eerbetoon
Op 1 december 1995 hernoemde de Universiteit van Californië - San Diego haar bibliotheek naar Geisel Library als eerbetoon aan Geisel en Audrey.
Toen hij nog in La Jolla woonde, werd Geisel vanwege zijn pseudoniem vaak verward met de eveneens in La Jolla wonende arts Dr. Hans Suess. Het gebeurde niet zelden dat de heren per ongeluk elkaars post kregen. Persoonlijke papieren van Hans Suess liggen tevens in de Geisel Library als herinnering aan dit feit.
In 2002 werd de Dr. Seuss National Memorial Sculpture Garden geopend in zijn geboorteplaats Springfield. Hier staan onder andere beelden van Geisel en veel van zijn personages. In Abilene in Texas in ook een Dr. Seuss sculpture Park. In 1999 werd in Orlando een deel van het Universal-amusementspark geopend dat geheel geïnspireerd is op Dr. Seuss. Je kunt er zelfs een soort groene eieren met ham eten, naar het boek. In Australië is in Melville een park waarbij de speeltoestellen zijn geïnspireerd door Dr. Seuss.
Op 28 mei 2008 kondigden gouverneur Arnold Schwarzenegger en zijn vrouw Maria Shriver aan dat Geisel opgenomen zou worden in de California Hall of Fame. De introductieceremonie vond plaats op 15 december dat jaar. Geisels weduwe Audrey was bij de ceremonie aanwezig en nam namens haar overleden echtgenoot de eer in ontvangst.
Op 2 maart 2009 eerde Google Geisel met een speciale versie van hun logo.
Dr. Seuss’ prijzenkast omvat onder andere twee Academy Awards, twee Emmy Awards, een Peabody award, de Laura Ingalls Wilder Medal, en de Pulitzerprijs.
Dr. Seuss heeft een ster op de Hollywood Walk of Fame.

## Publicaties
In de loop van zijn carrière schreef Geisel in totaal meer dan zestig boeken. De meeste hiervan zijn onder zijn pseudoniem Dr. Seuss uitgebracht, maar hij schreef ook meer dan een dozijn boeken onder de naam Theo LeSieg en een boek onder de naam Rosetta Stone.
Geisel geldt als een van de populairste kinderboekenschrijvers aller tijden. Zijn boeken domineren veel van de bestsellerlijsten en zijn in meer dan 15 talen vertaald. In totaal zijn er wereldwijd meer dan 222 miljoen exemplaren van zijn boeken verkocht. In 2000 stelde Publishers Weekly een lijst samen van de bestverkochte kinderboeken aller tijden. In de top 100 kwamen 16 titels van Geisel voor. In Nederland verschenen er in de jaren 70 diverse titels van de kinderboeken in het Nederlands bij uitgeverij Het Goede Boek. Tekst door Kees Stip. Ondanks de populariteit van deze boeken weigerde men herdruk. Ze zijn nog steeds geliefd bij de kinderen van toen en dus ook op de tweedehandsmarkt. Het zou tot 2004 duren voor er weer boeken in het Nederlands verschenen. Ditmaal met nieuwe tekst, die door de oude liefhebbers niet altijd gewaardeerd wordt. Later verschenen er nog meer van de bekendste verhalen opnieuw in het Nederlands.
In de jaren na zijn dood werden nog twee boeken gepubliceerd op basis van schetsen en aantekeningen die Geisel had gemaakt: Hooray for Diffendoofer Day! en Daisy-Head Mayzie. Het boek My Many Colored Days dat Geisel in 1973 had geschreven maar nooit uitgebracht had, werd in 1996 alsnog uitgebracht. In september 2011 werden zeven verhalen die oorspronkelijk waren gepubliceerd in tijdschriften in 1950 en 1951 gebundeld in een boek getiteld The Bippolo Seed and Other Lost Stories.
Een paar keer waagde Geisel zich aan een roman voor volwassenen, die gebruikmaakten van dezelfde verhaalstijl en afbeeldingen als zijn kinderboeken. Zijn werk is de laatste jaren in opspraak gekomen vanwege (vermeend) gebruik van racistische stereotypen in zijn werk. De rechthoudende uitgever heeft daarom in 2021  besloten herdruk en verkoop van een zestal boeken te beëindigen: 'And to Think That I Saw It on Mulberry Street', 'If I Ran the Zoo', 'McElligot’s Pool', 'On Beyond Zebra!', 'Scrambled Eggs Super!' en 'The Cat’s Quizzer'.